# در ساحل چزیل
در ساحل چزیل (انگلیسی: On Chesil Beach) یک فیلم در ژانر ملودرام به کارگردانی دومینیک کوک است که در سال ۲۰۱۷ منتشر شد. از بازیگران آن می‌توان به سورشا رونان، امیلی واتسون، آن-ماری داف، ساموئل وست، و آنتون لسر اشاره کرد.